# Universidad Autónoma San Francisco
La Universidad Autónoma San Francisco (siglas: UASF) es una  universidad privada Ubicada en la ciudad de Arequipa, Perú. Fue fundada el 13 de septiembre del 2010 por la Sociedad Promotora Educativa Arequipa. Es una de las universidades privadas más nuevas del país y actualmente se encuentra en crecimiento.
Su campus Universitario se encuentra en el Distrito de Tiabaya.

## Carreras profesionales

### Facultad de ingenierías
- Ingeniería industrial.
- Ingeniería comercial y financiera.
- Ingeniería mecánica.

### Facultad de derecho y ciencias políticas
- Derecho.

### Facultad de ciencias sociales y empresariales
- Turismo, hotelería y gastronomía.